# Rezerwat przyrody Bobrowisko (województwo kujawsko-pomorskie)
Rezerwat przyrody Bobrowisko – leśny rezerwat przyrody w gminie Radomin, w powiecie golubsko-dobrzyńskim, w województwie kujawsko-pomorskim.
Został powołany Zarządzeniem Ministra Leśnictwa i Przemysłu Drzewnego z 30 lipca 1958 roku (M.P. z 1958 r. nr 71, poz. 418). Według aktu powołującego, rezerwat utworzono w celu zachowania ze względów naukowych modrzewia polskiego na granicy jego zasięgu.
Zajmuje powierzchnię 3,24 ha (akt powołujący podawał 3,41 ha). Obszar rezerwatu podlega ochronie czynnej.